# Agrium
Agrium (TSX : AGU) est une entreprise chimique canadienne qui fait partie de l'indice S&P/TSX 60. Elle produit notamment des engrais.

## Historique
Agrium fut fondée sous le nom de Cominco Fertilizers, Ltd. en 1931 et a changé son nom pour Agrium, Inc. en 1995.
En 2010, Agrium acquiert l'entreprise australienne AWB pour 1,2 milliard de dollars australiens. En 2011, à la suite de cette acquisition Agrium vend les activités de commerce de céréales d'AWG à Cargill pour un montant non dévoilé mais estimé proche de 870 millions de dollars américains,.
En 2013, Agrium acquiert 210 sites de vente à Viterra, filiale de Glencore.
En juillet 2016, Cargill annonce la vente de ses activités de grande distribution d'intrants et produits agricoles, incluant 18 points de vente aux États-Unis pour 150 millions de dollars à Agrium.
En septembre 2016, PotashCorp annonce la fusion de ses activités avec Agrium, ce qui créerait la plus grande entreprise d'intrants agricoles au monde. De par la position dominante de cette nouvelle structure, en ayant un contrôle de deux tiers du marché de la potasse en Amérique du Nord et un tiers du marché de phosphate et de l'azote dans ce même espace, celle-ci est grandement sujette à être scrutée par les autorités de la concurrence. Les actionnaires de PotashCorp devraient recevoir une participation de 52 % de la nouvelle structure, le restant étant pour les actionnaires d'Agrium.